# AGPAT3
AGPAT3 (англ. 1-acylglycerol-3-phosphate O-acyltransferase 3) – білок, який кодується однойменним геном, розташованим у людей на короткому плечі 21-ї хромосоми. Довжина поліпептидного ланцюга білка становить 376 амінокислот, а молекулярна маса — 43 381.
| 10         |  | 20         |  | 30         |  | 40         |  | 50         |
| ---------- |  | ---------- |  | ---------- |  | ---------- |  | ---------- |
| MGLLAFLKTQ |  | FVLHLLVGFV |  | FVVSGLVINF |  | VQLCTLALWP |  | VSKQLYRRLN |
| CRLAYSLWSQ |  | LVMLLEWWSC |  | TECTLFTDQA |  | TVERFGKEHA |  | VIILNHNFEI |
| DFLCGWTMCE |  | RFGVLGSSKV |  | LAKKELLYVP |  | LIGWTWYFLE |  | IVFCKRKWEE |
| DRDTVVEGLR |  | RLSDYPEYMW |  | FLLYCEGTRF |  | TETKHRVSME |  | VAAAKGLPVL |
| KYHLLPRTKG |  | FTTAVKCLRG |  | TVAAVYDVTL |  | NFRGNKNPSL |  | LGILYGKKYE |
| ADMCVRRFPL |  | EDIPLDEKEA |  | AQWLHKLYQE |  | KDALQEIYNQ |  | KGMFPGEQFK |
| PARRPWTLLN |  | FLSWATILLS |  | PLFSFVLGVF |  | ASGSPLLILT |  | FLGFVGAASF |
| GVRRLIGVTE |  | IEKGSSYGNQ |  | EFKKKE     |  |            |  |            |

A: Аланін

C: Цистеїн

D: Аспарагінова кислота

E: Глутамінова кислота

F: Фенілаланін

G: Гліцин

H: Гістидин

I: Ізолейцин

K: Лізин

L: Лейцин

M: Метіонін

N: Аспарагін

P: Пролін

Q: Глутамін

R: Аргінін

S: Серин

T: Треонін

V: Валін

W: Триптофан

Кодований геном білок за функціями належить до трансфераз, ацилтрансфераз. 
Задіяний у таких біологічних процесах, як метаболізм ліпідів, біосинтез ліпідів, альтернативний сплайсинг. 
Локалізований у ядрі, мембрані, ендоплазматичному ретикулумі.